# Lluís Marco
Lluís Marco Fernández (n. Badalona, de la provincia de Barcelona, 2 de junio de 1949) es un actor español, seguramente uno de los actores catalanes más reconocidos de su generación. Es padre del jugador de baloncesto Carles Marco y de la actriz Marta Marco.

## Trayectoria
Presencia habitual, casi imprescindible, en las producciones de Televisió de Catalunya, su popularidad en dicha comunidad es abrumadora, especialmente por su personaje de Sergi Llopart en la serie Ventdelplà y también por el de Dr. Antonio Dávila en Hospital Central y en su secuela, MIR, ambas emitidas por Telecinco. También es destacable la superproducción de Antena 3, Hispania, la leyenda y la comedia Stamos okupa2, emitida y producida por TVE.
Con una extensa trayectoria teatral, estando muy ligado profesionalmente al Teatre Lliure, y en obras como Romeo i Julieta, Soldados de Salamina, Rock'n'roll, Nixon-Frost, Copenhaguen o Quitt. 
También ha trabajado en programas de radio y como actor de doblaje. De 1983 a 1998 realiza doblajes para TVE y TV3, indistintamente en castellano y catalán, llegando a doblar habitualmente a Brendan Gleeson, Ben Kingsley, Harvey Keitel, Colm Meaney, Pete Postlethwaite, Geoffrey Rush, Kevin  McNally, Michael Rooker o Danny DeVito. También fue la voz en castellano de Bruno Ganz en El hundimiento, donde interpretaba a Adolf Hitler.

## Filmografía
- El cazador furtivo (Carlos Benpar, 1992),
- Mal de amores (Carles Balagué, 1993),
- Transeúntes (Luis Aller, 1994),
- Gimlet (José Luis Acosta, 1995),
- Asunto interno (Carles Balagué, 1995),
- A tiro limpio (Jesús Mora, 1996),
- No se puede tener todo (Jesús Garay, 1997),
- Gracias por la propina (Francesc Bellmunt, 1997),
- Nosotras (Judith Colell, 2000),
- Ilegal (Ignacio Vilar, 2001),
- Mi casa es tu casa (Miguel Álvarez, 2002),
- La vida empieza hoy (Laura Mañá, 2010),
- 23-F: la película (Chema de la Peña, 2011),
- La voz dormida (Benito Zambrano, 2011),
- Alicia en el país de Ali (Paco R. Baños, 2012),
- Alpha (Joan Cutrina, 2012).
- Asmodexia (Marc Carreté, 2014).
- Difuminado (Pere Koniec, 2014).
- Hasta mañana (Daniel Torres Santeugini, 2017)

## Premios
Premios Butaca
| Año  | Categoría                     | Montaje     | Resultado |
| ---- | ----------------------------- | ----------- | --------- |
| 2011 | Mejor actor catalán de teatro | Copenhaguen | Candidato |

- Premio de la Crítica Teatral de Barcelona (2008, XIV Edición), por Soldados de Salamina.